# Shannonomyia dilatistyla
Shannonomyia dilatistyla là một loài ruồi trong họ Limoniidae. Chúng phân bố ở vùng Tân nhiệt đới.